# Menetrendezés
Villamosiparban használt fogalom, földgázpiaci megfelelője a nominálás. Az a tevékenység, melynek során a mérlegkör-felelős benyújtja mérlegkörének menetrendjét az átviteli rendszerirányító (TSO) részére. Hasonlóképpen szintén menetrendezés az, amikor adott mérlegkörön belül egy fogyasztó – ismerve várható fogyasztását – maga jelenti be saját menetrendjét mérlegkör-felelőse számára. A menetrendezés általában elektronikusan, informatikai platformon keresztül történik.
Az átviteli rendszerirányító részére megküldött menetrend a mérlegkör vásárlásai és a hozzá kapcsolódó vételezések és értékesítések, valamint a mérlegkör értékesítései és a hozzá kapcsolódó betáplálások és vásárlások alapján a következő részeket tartalmazza:
- Magyarország határán keresztül szállított villamosenergia-forgalom, minden egyes kapacitáshasználati joghoz külön-külön,
- más mérlegkörökkel lebonyolított villamosenergia-forgalom, mérlegkörönként szaldósítva,
- termelési menetrend (ld. lentebb)
- vételezések (ld. lentebb)

Az erőművek termelési menetrendjét – az elszámolási pontra vonatkozóan - az alábbiak szerint kell megadni:
- 50 MW és ezt meghaladó beépített teljesítménnyel rendelkező erőművekhez az 50 MW-os vagy annál nagyobb teljesítményű erőművi gépegységekre gépegységenkénti bontásban, az 50 MW-nál kisebb teljesítményű gépegységekre elszámolási mérési pontok szerinti bontásban,
- 5 és 50 MW közötti beépített teljesítménnyel rendelkező erőművekhez mérlegkörön belül összesítve az átviteli rendszerirányító által meghatározott elszámolási mérési pontok szerinti bontásban,
- 5 MW alatti beépített teljesítménnyel rendelkező erőművekhez mérlegkörön belül összesítve, a ii. pontban meghatározott mérlegkörön belül összesített elszámolási mérési ponttal összevonva

A mérlegkörön belüli összesített vételezést az alábbiak szerint kell megadni:
- külön a profilozott és nem profilozott fogyasztások elosztó hálózati engedélyesek szerinti bontásban, valamint az 5 MW és az ezt meghaladó beépített teljesítményű erőművek segédüzemi összesített vételezései,
- azon piaci felhasználók menetrendjei, akik a tercier szabályozásban részt kívánnak venni, elszámolási pontok szerinti bontásban,
- elosztóhálózati maradék és annak a profilozott fogyasztás eltéréséből származó visszatáplálása elosztó hálózati engedélyesek szerinti bontásban,
- átviteli hálózat vesztesége,
- átviteli hálózatra csatlakozó felhasználók elszámolási pontjaik szerint.